# Magdala (Izrael)
Magdala (aramejsky: מגדלא, romanizováno: Magdalā, v překladu Věž, hebrejsky: מִגְדָּל, romanizováno: Migdál; ve starověké řečtině: Μαγδαλά, romanizováno: Magdalá) je biblická a archeologická lokalita v Dolní Galileji, rodné město Marie Magdalské, ženy, která podle evangelií s učedníky doprovázela Ježíše. V talmudu je lokalita nazvána Magdala Nunayya (Věž ryb). Magdala leží na západním břehu Genezaretského jezera v Izraeli, v severním distriktu, asi 2 km jižně od současného města Migdal ha-Emek,  které na ni navazuje, a 7 km severně od města Tiberias.

## Archeologie
Od raného novověku až do arabsko-izraelské války v roce 1948 zde stála arabská vesnice al-Majdal (arabsky: المجدل), která byla válkou pobořena a následně obyvateli zcela opuštěna. Dosud nepřesné písemné prameny biblické (evangelia) a historické (Tacitus) doplnil archeologický výzkum. Ten na místě nařídil provést Izraelský úřad pro památky (IAA) roku 2006 kvůli plánované výstavbě hotelu. Projekt hotelu byl po objevení základů starověké synagogy zrušen. Plošný archeologický výzkum starověké židovské vesnice pak pokračoval pod vedením mexických archeologů a dobrovolníků z univerzity ve Veracruz, ve spolupráci s františkány až do roku 2021. Jeho výsledky jsou prezentovány formou archeologického parku.

## Historie

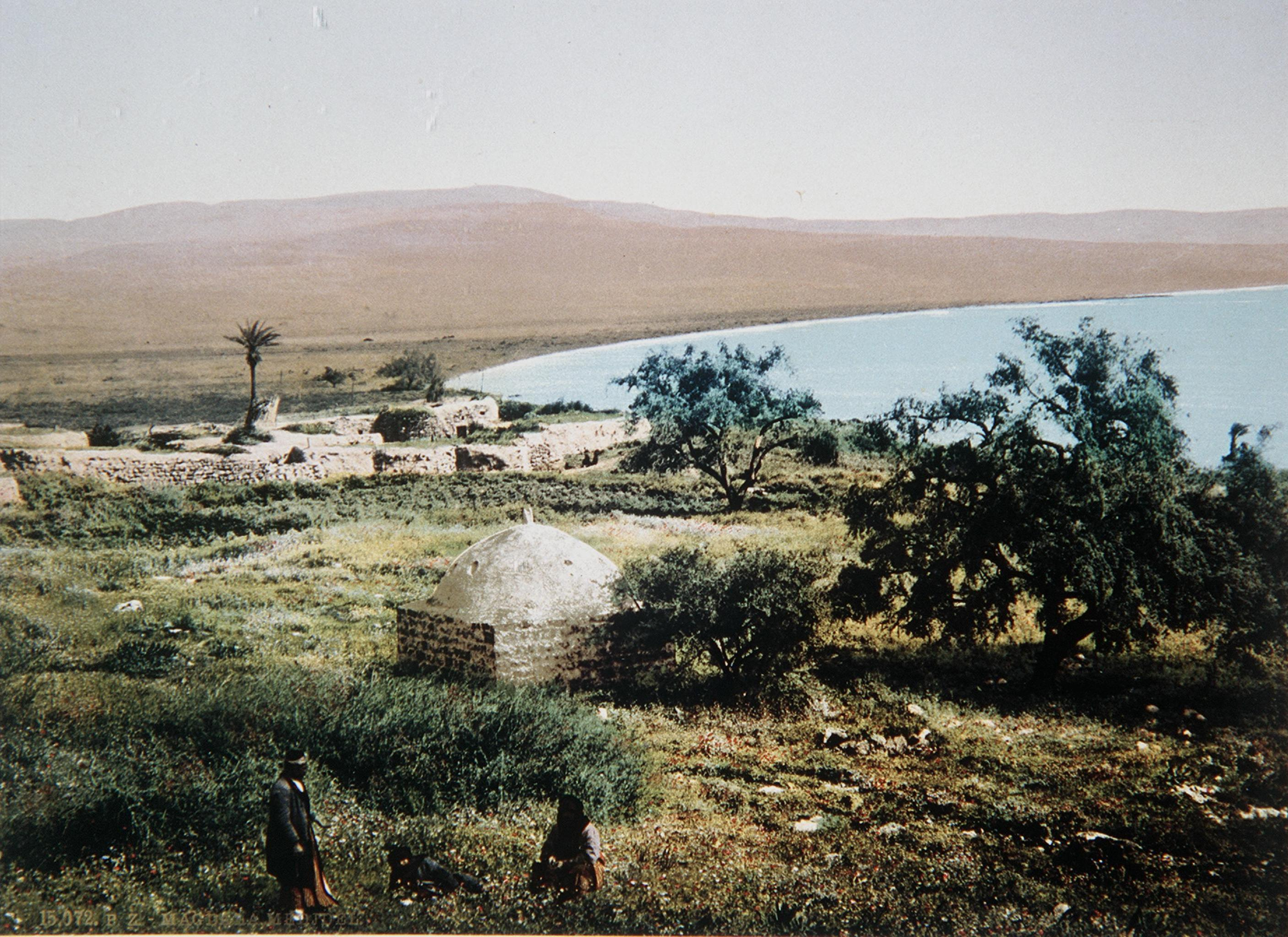
Fotografie Magdaly z roku 1890

Historickými prameny bylo sídlo charakterizováno jako vesnice (v bibli), nebo zčásti dochované město. Trojí písemné svědectví se dochovalo z období křížových výprav, kdy patřilo do Jeruzalémského království.  V letech 1106–1109 je navštívil mnich Daniil. V roce 1283  napsal Burchard z Hory Sion o své návštěvě domu Marie Magdalské. Několik let po něm přicestoval do Magdaly italský mnich Riccoldo da Monte di Croce (Ricoldus z Montecroce) a obdivoval dosud stojící krásný chrám. 
Následovalo období nadvlády Mamlúků a Osmanů, během kterého bylo místo jménem el-Majdal zmíněno jen jednou v roce 1626, v době naprosté destrukce staveb. Poutníci zde našli asi 30 špinavých arabských domků a v nich jen osm obyvatel.DINA AVSHALOM-GORNI, EDNA J. STERN. Migdal Final Report. Hadashot Arkheologiyot: חדשות ארכיאולוגיות: חפירות וסקרים בישראל / Israel in Surveys in Israel [online]. 2016-08-30 [cit. 2024-11-10]. Dostupné online. Jedinou novostavbou z tohoto období byla zděná hrobka- mauzoleum údajně muslimského světce nebo šejka Muhammada el-Ajámího.
Archeologický výzkum určil, že osídlení začalo během helénského období (ve 2.–1. století př. n. l.) a skončilo během pozdního římského období ve 3. století našeho letopočtu. Druhá etapa výzkumu z let 2009–2013 přinesla nejdůležitější objev: starověkou synagogu zvanou „Migdalská synagoga“, pocházející z období druhého jeruzalémského chrámu. Je to nejstarší synagoga nalezená v Galileji a jedna ze sedmi synagog  té doby v celé zemi. Dále byl nalezen kámen s vytesaným sedmiramenným svícnem – menorou mezi dvěma konvicemi. Jde o  nejstarší objev menory mimo Jeruzalém a bývá vykládán jako symbol Davidova chrámu. .
Archeologové postupně odkryli téměř celé židovské město z prvního století, ležící těsně pod povrchem. Odhalili síť osmi ulic, dlážděných dlažbou z basaltových bloků, některé vroubené lavičkami z bílého vápence. Z hlavních objektů to byly kromě synagogy čtyři rituální lázně  mikve, jejich vodovod byl napájen jednak z Galilejského jezera, a dále z pramene pod horou Arbel. Bylo vytyčeno celkem šest sektorů města (označených A-F) a ústřední tržiště. Kromě mlýnského kamene z mlýna na mouku (obdobného jako v Pompejích) i s keramickou zásobnicí na mouku bylo nalezeno další zařízení domácností, především keramika, sklo, také kovové fragmenty nádob a mince.  .
V prosinci roku 2021 byla v Magdale objevena další synagoga ze stejného období.. 
U Magdaly byly objeveny také dvě epigrafické památkyː nápisy z prvního století našeho letopočtu. 
- První je řecký mozaikový nápis zasazený do podloží deskyː zobrazuje slovo ΚΑΙΣΥ, přeložené jako „(Vítejte) také u vás!“.
- Druhý je olověné závaží s řeckými nápisy z 23. roku vlády císaře Heroda Agrippy II. (žil 23–100 n. l.), který vládl od roku 50 n. l.  Nápisy odkazují na dva agoranomoi[5], policejní úředníky pro kontrolu veřejného tržiště. Umožňují datování závaží buď do let 71–72 nebo 82–83 n. l.

## Galerie

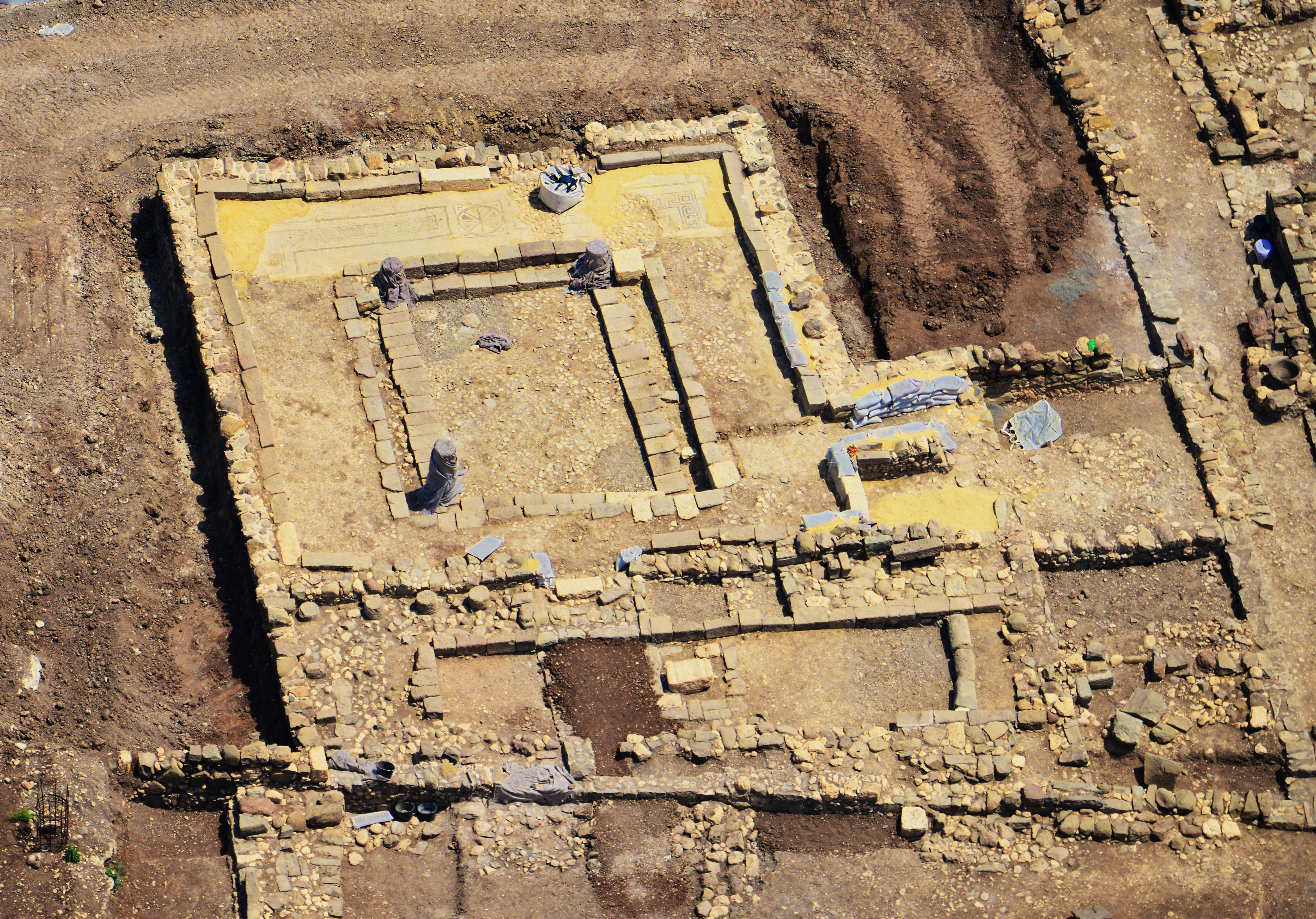
Půdorys první synagogy (2013)
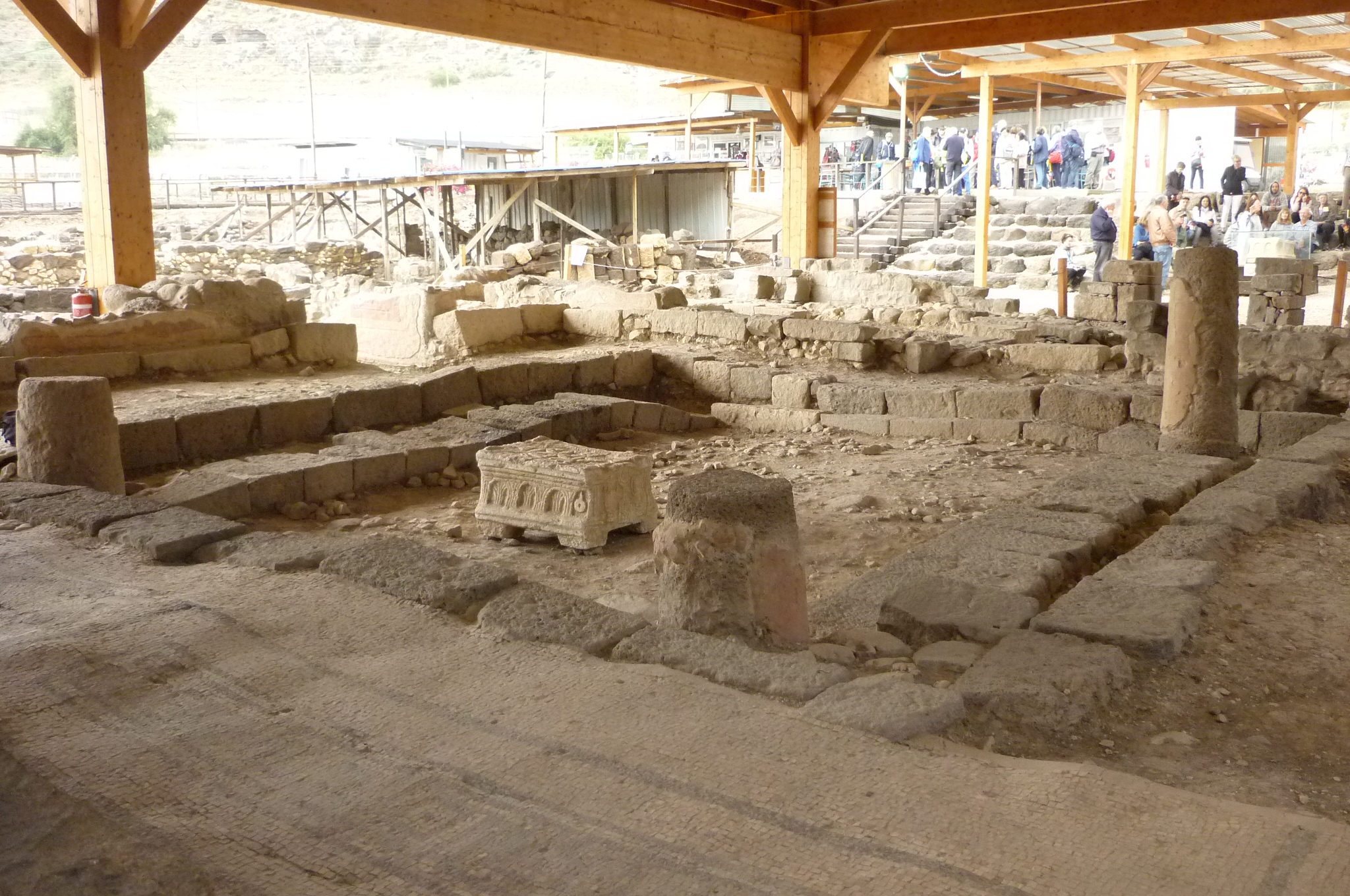
Základy první synagogy
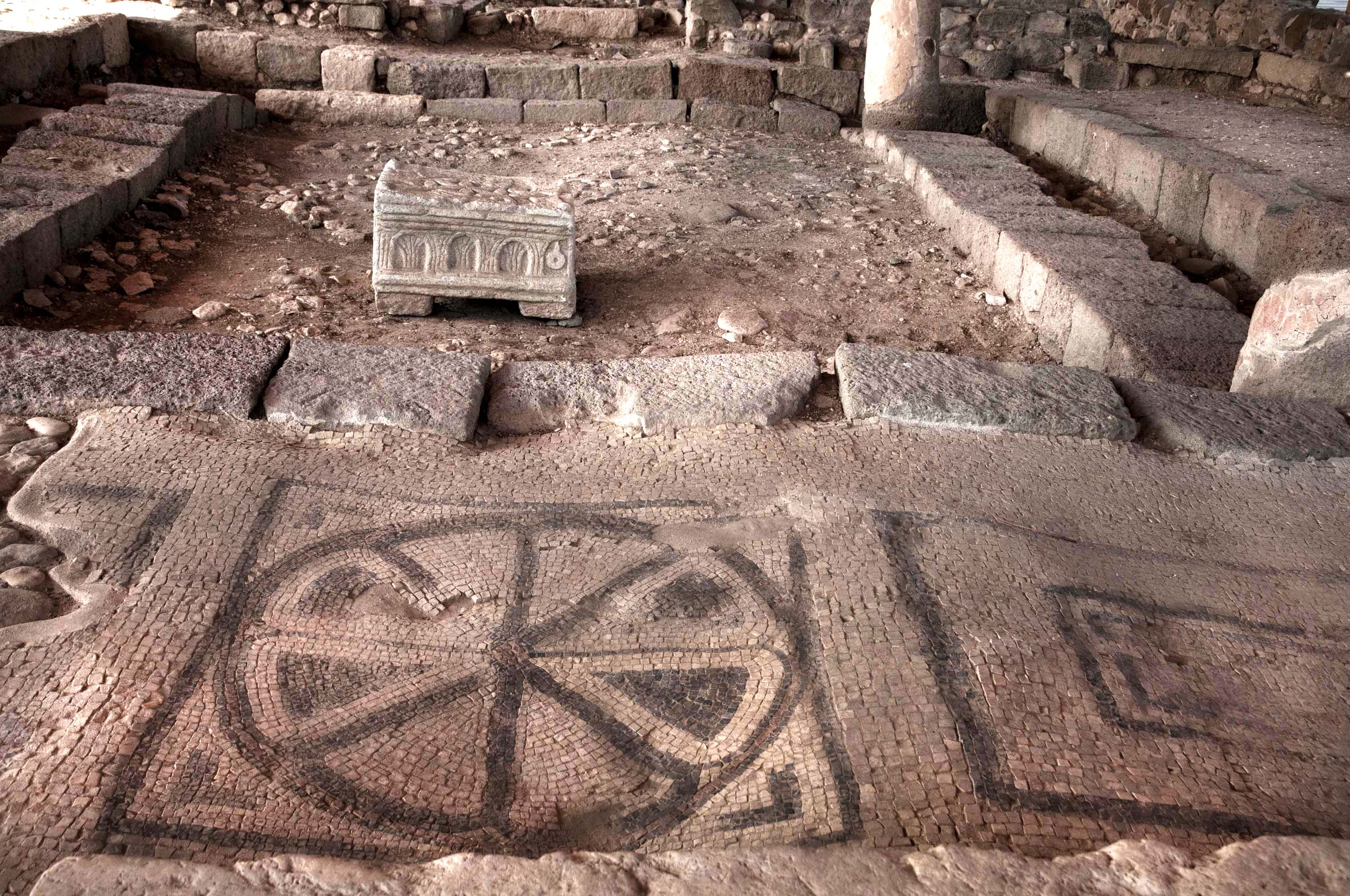
Podlaha synagogy (2015)
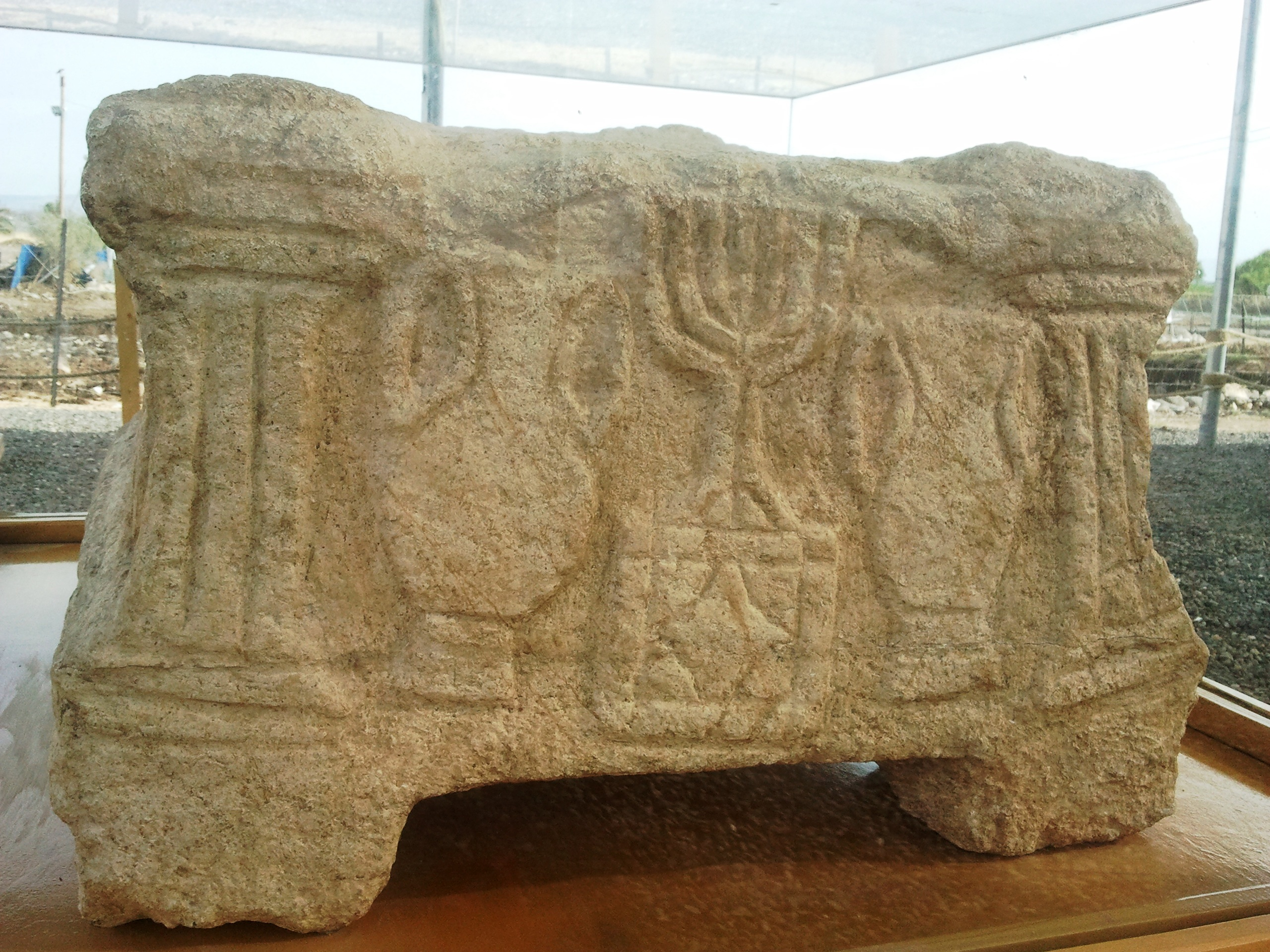
Kámen s menorou
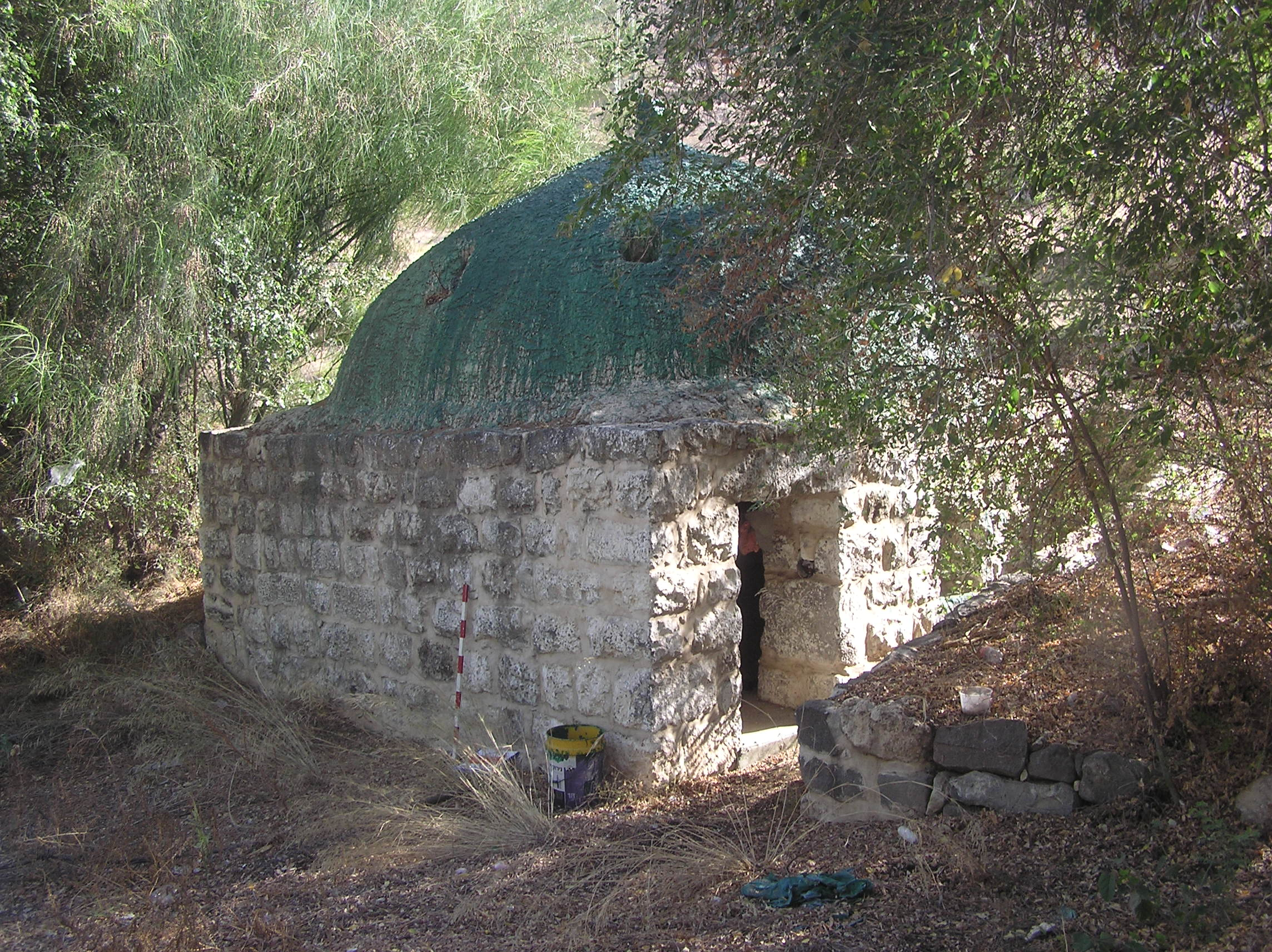
Mauzoleum Muhammada el-Ajámího